# WebOS
webOS, també conegut com a LG webOS i anteriorment com Open webOS, HP webOS i Palm webOS, és un sistema operatiu multitasca per a dispositius intel·ligents amb un nucli basat en Linux, com ara televisors intel·ligents, i que també s'ha utilitzat com un sistema operatiu mòbil. Inicialment desenvolupada per a Palm, Inc. (que va ser adquirida per Hewlett-Packard), HP va convertir la plataforma en codi obert, moment en què es va convertir en Open webOS.
El sistema operatiu es va vendre posteriorment a LG Electronics i es va convertir principalment en un sistema operatiu de televisió intel·ligent per a aparells LG com a successor de LG Netcast, tal com va fer Samsung més tard amb Tizen. El gener de 2014, Qualcomm va anunciar que havia adquirit patents tecnològiques d'HP, que incloïen totes les patents webOS i Palm; LG en fa servir una llicència per utilitzar-los als seus dispositius.
Des del llançament el 2009 s'han presentat diverses versions de webOS en diversos dispositius, inclosos els telèfons intel·ligents Pre, Pixi i Veer, la tauleta TouchPad, els televisors intel·ligents de LG des del 2014, i les neveres intel·ligents i els projectors intel·ligents de LG des del 2017.

## Història

### 2009-2010: llançament de Palm
Palm va llançar webOS, aleshores anomenat Palm webOS, el gener de 2009 com a successor de Palm OS. El primer dispositiu webOS va ser el Palm Pre original, llançat per Sprint el juny del 2009, seguit posteriorment del Palm Pixi. Les versions "Plus" actualitzades de Pre i Pixi es van llançar amb Verizon i AT&T.

### 2010-2013: adquirida per HP; el llançament d'Open webOS
L'abril de 2010, HP va adquirir Palm; webOS va ser descrit per Leo Apotheker, director general d'HP en aquell moment, com un actiu clau i una motivació per a la compra. L'adquisició de 1.200 milions de dòlars va finalitzar al juny. HP va indicar la seva intenció de desenvolupar la plataforma webOS per utilitzar-la en diversos productes nous, inclosos telèfons intel·ligents, tauletes i impressores.

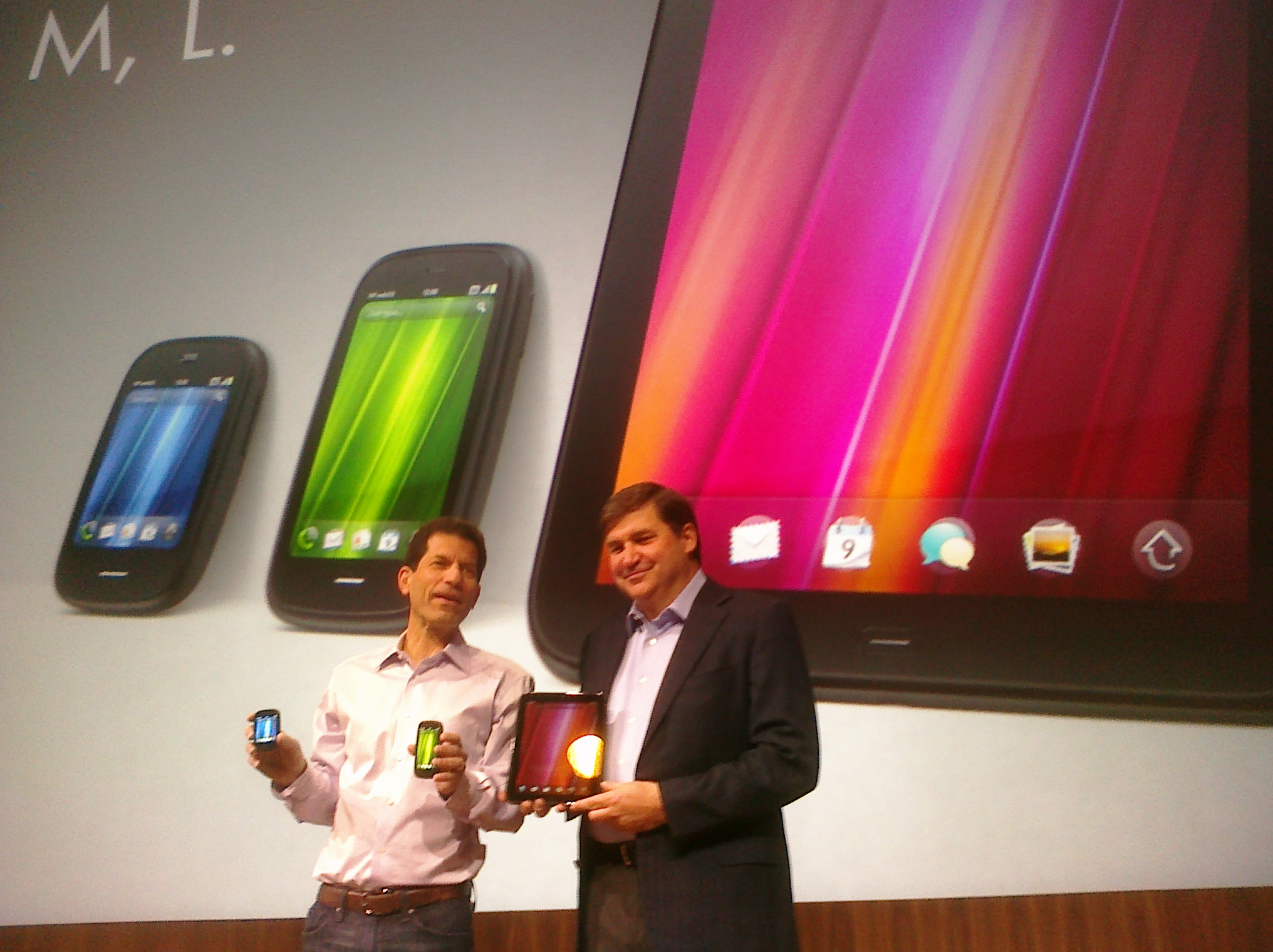
Executius d'HP presentant dispositius webOS el 2011

Al febrer de 2011, HP va anunciar que utilitzaria webOS com a plataforma universal per a tots els seus dispositius. Tanmateix, HP també va prendre la decisió que les revisions Palm Pre, Palm Pixi i "Plus" no rebrien actualitzacions de webOS 2.0, malgrat el compromís previ d'una actualització "en els propers mesos". HP va anunciar diversos dispositius webOS, inclosos els telèfons intel·ligents HP Veer i HP Pre 3, que funcionaven amb webOS 2.2, i el HP TouchPad, una tauleta llançada el juliol de 2011 que funciona amb webOS 3.0.
Al març de 2011, HP va anunciar plans per a una versió per a Windows de webOS a finals de 2011, i instal·lar-la a tots els ordinadors de sobretaula i portàtils d'HP el 2012. Cap dels dos es va materialitzar mai, tot i que en aquell moment s'havia començat a treballar en un port x86 amb un equip de Fort Collins, Colorado; el treball es va desestimar a finals d'any.
L'agost de 2011, HP va anunciar que estava interessada en vendre el seu Personal Systems Group, responsable de tots els seus productes d'PC de consum, inclòs webOS, i que les línies de desenvolupament i producció de dispositius webOS s'aturarien. No estava clar si HP plantejaria llicències de programari webOS a altres fabricants. Quan HP va reduir el preu del TouchPad a 99 dòlars, l'inventari existent es va esgotar ràpidament.
L'HP Pre 3 es va presentar en determinades zones d'Europa i les unitats dels Estats Units només van estar disponibles a través de canals no oficials (tant AT&T com Verizon van cancel·lar les seves comandes just abans del lliurament després de l'anunci d'Apotheker, el director executiu de HP en aquell moment). Cal destacar que aquestes unitats Pre 3 dels EUA, llançades per canals no oficials, no tenien garantia i no tenien cap obligació de suport per part de HP. Com a resultat, els recanvis són gairebé impossibles de trobar. HP va anunciar que continuaria emetent actualitzacions per al HP Veer i el HP TouchPad, però no van arribar a materialitzar-se per al primer i, per al segon, només hi va haver un llançament final no oficial anomenat "webOS CE" que només contenia components de codi obert de webOS, o sigui, el que quedava de la comunitat de desenvolupadors en lloc d'una actualització convencional i centrada en l'usuari del sistema operatiu i no del dispositiu. L'última versió d'HP webOS, 3.0.5, es va publicar el 12 de gener de 2012.
Al desembre de 2011, després d'abandonar el TouchPad i la intenció de venda per part del grup de HP Personal Systems, HP va anunciar que llançaria el codi font de webOS en un futur proper amb una llicència de codi obert. L'agost de 2012 es va publicar el codi específic dels dispositius existents com a webOS Community Edition (CE), amb suport per al maquinari HP existent. Open webOS inclou biblioteques de codi obert dissenyades per orientar-se a una gamma més àmplia de maquinari. HP va canviar el nom de la seva unitat webOS per "Gram".
Al febrer de 2012, HP va alliberar Isis, un navegador web nou per Open webOS.

#### Creixement i declivi del catàleg d'aplicacions de HP App Catalog
El HP App Catalog era una app store per a aplicacions per a dispositius mòbils amb webOS.
El 6 de juny de 2009, webOS es va llançar al Palm Pre amb 18 aplicacions disponibles. El nombre d'aplicacions va créixer fins a 30 el 17 de juny de 2009, amb un milió de descàrregues acumulades el 27 de juny de 2009; 30 aplicacions oficials i 31 no oficials el 13 de juliol de 2009; 1.000 aplicacions oficials l'1 de gener de 2010; 4.000 aplicacions oficials el 29 de setembre de 2010; i 10.002 aplicacions oficials el 9 de desembre de 2011.
Posteriorment, el nombre d'aplicacions disponibles va disminuir perquè molts propietaris van retirar de l'App Catalog moltes aplicacions. Alguns exemples inclouen les aplicacions de The New York Times i Pandora Radio. Després que una pantalla d'inici l'11 de novembre de 2014 de l'HP App Catalog anunciés la seva deprecació, els seus servidors es van apagar definitivament el 15 de març de 2015. Es desconeix el nombre d'aplicacions funcionals que hi havia en aquell moment, però probablement va ser molt inferior a causa de l'imminent abandonament del projecte.

### 2013 – actualitat: adquirida per LG; es va llançar l'edició de codi obert
El 25 de febrer de 2013, HP va anunciar que venia webOS a LG Electronics per utilitzar-lo en els seus televisors intel·ligents habilitats per a la web, en substitució de la seva anterior plataforma NetCast. Segons l'acord, LG Electronics és propietària de la documentació, el codi font, els desenvolupadors i tots els llocs web relacionats. No obstant això, HP continuaria mantenint les patents de Palm, així com els serveis basats en el núvol, com ara el HP App Catalog. El 2014, HP va vendre les seves patents webOS a Qualcomm.
A més del seu ús com a sistema operatiu per a televisors intel·ligents, LG ha ampliat el seu ús a diversos dispositius IoT. Com a punt de partida, LG va presentar un rellotge intel·ligent amb LG Wearable Platform OS (webOS) a principis de 2015. Al 2017, LG va anunciar una nevera intel·ligent amb webOS.
El 19 de març de 2018, LG va anunciar una edició de codi obert de webOS. Aquesta edició permetria als desenvolupadors descarregar el codi font de forma gratuïta, així com aprofitar eines, guies i fòrums relacionats al seu nou lloc web de codi obert per familiaritzar-se amb webOS i els seus avantatges inherents com a plataforma d'un dispositiu intel·ligent. LG espera que això ajudi al seu objectiu d'avançar en la seva filosofia de plataforma oberta, associació oberta i connectivitat oberta.

## Característiques

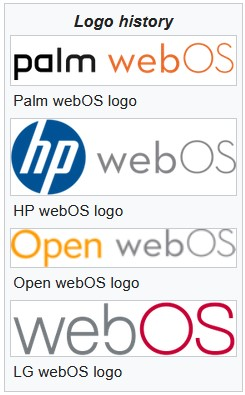
Història del logo de webOS

La plataforma mòbil webOS va introduir algunes funcions innovadores, com ara la interfície de targetes, que encara segueixen utilitzant Apple, Microsoft i Google en els seus sistemes operatius mòbils iOS, Windows Phone i Android, respectivament.

### HP/Palm webOS

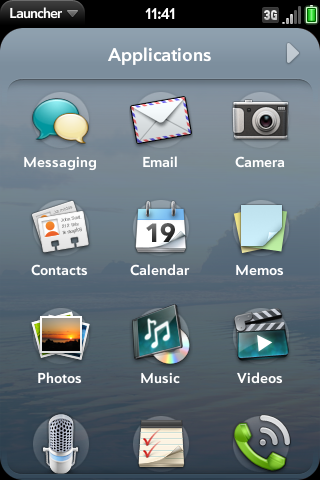
Captura de pantalla de Palm webOS Launcher (2010)

#### Interfície multitasca
La navegació utilitza gestos multitàctils a la pantalla tàctil. La interfície utilitza "targetes" per gestionar la multitasca i representar aplicacions. L'usuari canvia entre les aplicacions que s'executen amb un toc d'esquerra i dreta a la pantalla. Les aplicacions es tanquen posant una "targeta" cap amunt i "apagant" la pantalla. Les "targetes" de l'aplicació es poden reordenar per organitzar-les. webOS 2.0 va introduir "piles", on les cartes relacionades es podien "apilar" juntes.

#### Sinergy
Palm es referia a la integració d'informació de moltes fonts com a "Sinergy". Els usuaris poden iniciar sessió en diversos comptes de correu electrònic de diferents proveïdors i integrar totes aquestes fonts en una llista única. Funcions similars combinen calendaris i també missatges instantanis i SMS de diverses fonts.

#### Actualitzacions remotes
El sistema operatiu es pot actualitzar sense connectar-lo a un PC, amb actualitzacions del sistema operatiu a través de la connexió a l'operador d'internet.

#### Notificacions
L'àrea de notificació es troba a la part inferior de la pantalla dels telèfons i a la zona superior de la barra d'estat de les tauletes.
Als telèfons, quan entra una notificació, es llisca des de la part inferior de la pantalla. A causa de la naturalesa redimensionable dels marcs d'aplicacions Mojo i Enyo, l'aplicació sol redimensionar-se per permetre un ús sense obstacles mentre es mostra la notificació. Després que la notificació es llisqui, normalment queda com a icona. A continuació, l'usuari pot tocar les icones per expandir-les. Les notificacions es poden descartar (lliscar de la pantalla), actuar-hi (tocar) o mantenir-les.

#### Sincronització
Per defecte, la sincronització de dades utilitza un enfocament basat en el núvol en lloc d'utilitzar un client de sincronització d'escriptori. La primera versió de webOS es va llançar amb la possibilitat de sincronitzar-se amb el programari iTunes d'Apple fent-se passar per un dispositiu Apple, però aquesta característica es va desactivar en les actualitzacions posteriors del programari iTunes.

#### Aplicacions de tercers
A HP webOS, les aplicacions de tercers verificades oficialment són accessibles per instal·lar-les al dispositiu des del HP App Catalog.
Mentre HP webOS substituïa Palm OS, Palm va encarregar a MotionApps que codifiqués i desenvolupés un emulador anomenat Classic, per permetre la compatibilitat amb les aplicacions Palm OS. Això funciona amb la versió 1.0 de webOS. L'emulació de Palm OS es va interrompre a la versió 2.0 de WebOS. MotionApps es va desactivar de Classic el 2010, i va citar HP Palm com a "descatalogat".
Una altra font d'aplicacions és el programari Homebrew. Malgrat que HP no admet directament les aplicacions homebrew, els programes que s'utilitzen per distribuir aplicacions homebrew a webOS inclouen instal·lació ràpida webOS (carregador simultani basat en Java per a ordinadors d'escriptori) i "Preware" (un catàleg d'aplicacions homebrew per a webOS, que s'ha de carregar de forma simultània). Si es produeixen problemes de programari després d'instal·lar programes homebrew, "webOS Doctor" (proporcionat per HP) pot restaurar un telèfon a la configuració de fàbrica i eliminar els canvis fets per aplicacions i pedaços homebrew.

### LG webOS

#### Funcions Smart TV

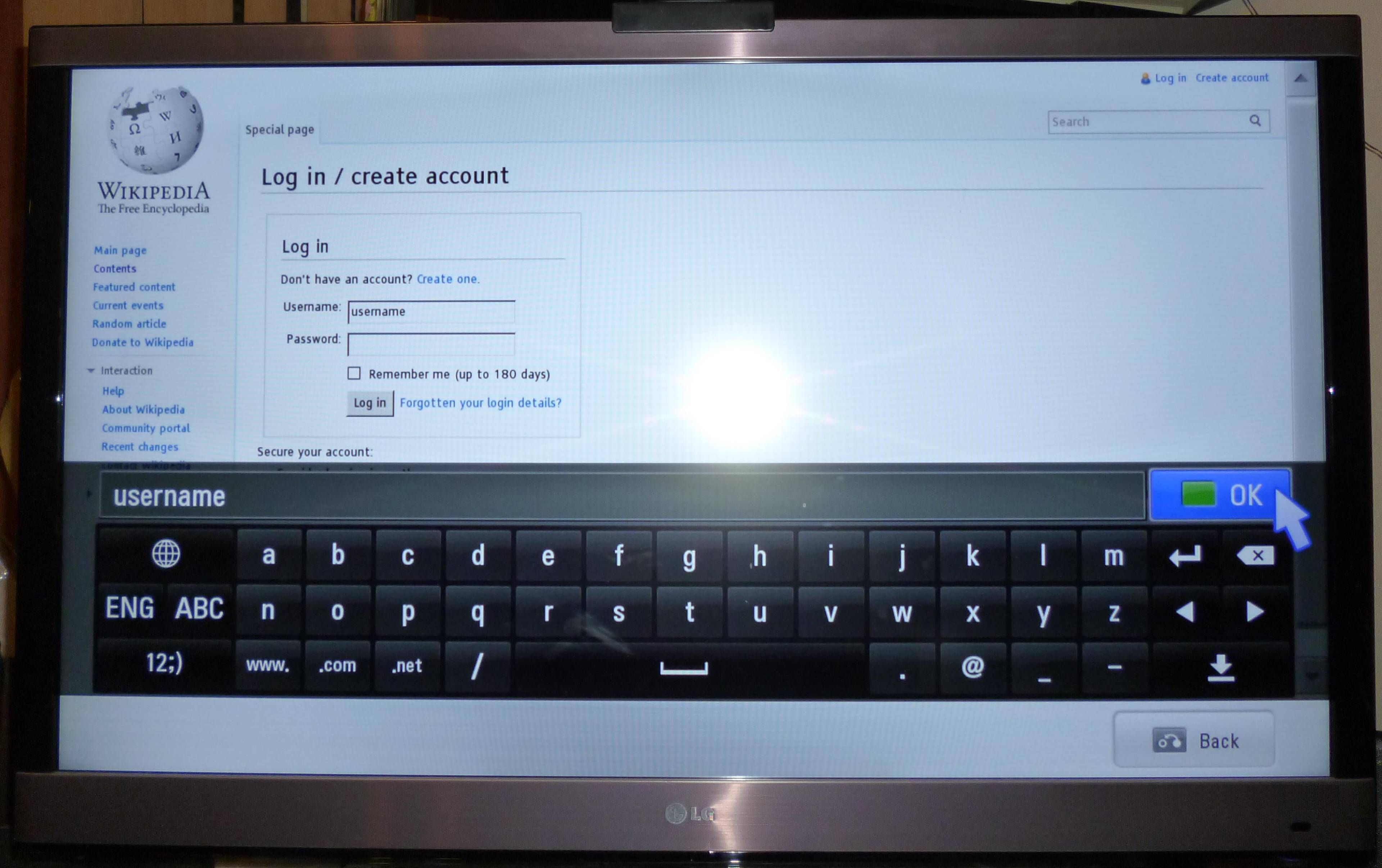
LG Smart TV mitjançant el navegador web (redissenyada la interfície d'usuari de webOS).

LG ha redissenyat la interfície d'usuari de webOS, mantenint la interfície d'usuari de la targeta com una característica anomenada “commutació simple” entre aplicacions de televisió obertes. Les altres dues funcions promogudes per la companyia són una connexió senzilla (mitjançant un personatge animat de tipus Clippy anomenat Beanbird per ajudar l'usuari a configurar-se) i una funció de descobriment ràpid.

## Plataforma
Sota la interfície gràfica d'usuari, webOS té molt en comú amb les distribucions Linux principals. Les versions 1.0 a 2.1 utilitzen un nucli de Linux 2.6.24 apedaçat.
La llista de components de codi obert utilitzats per les diferents versions de webOS, així com el codi font i els pedaços aplicats a cada component, està disponible a la pàgina web de codi obert Palm. Aquesta pàgina també serveix com a llista de referència de les versions de webOS que s'han publicat públicament.
El 2011, Enyo va substituir Mojo, llançat el juny del 2009, com a kit de desenvolupament de programari (SDK).

## Maquinari

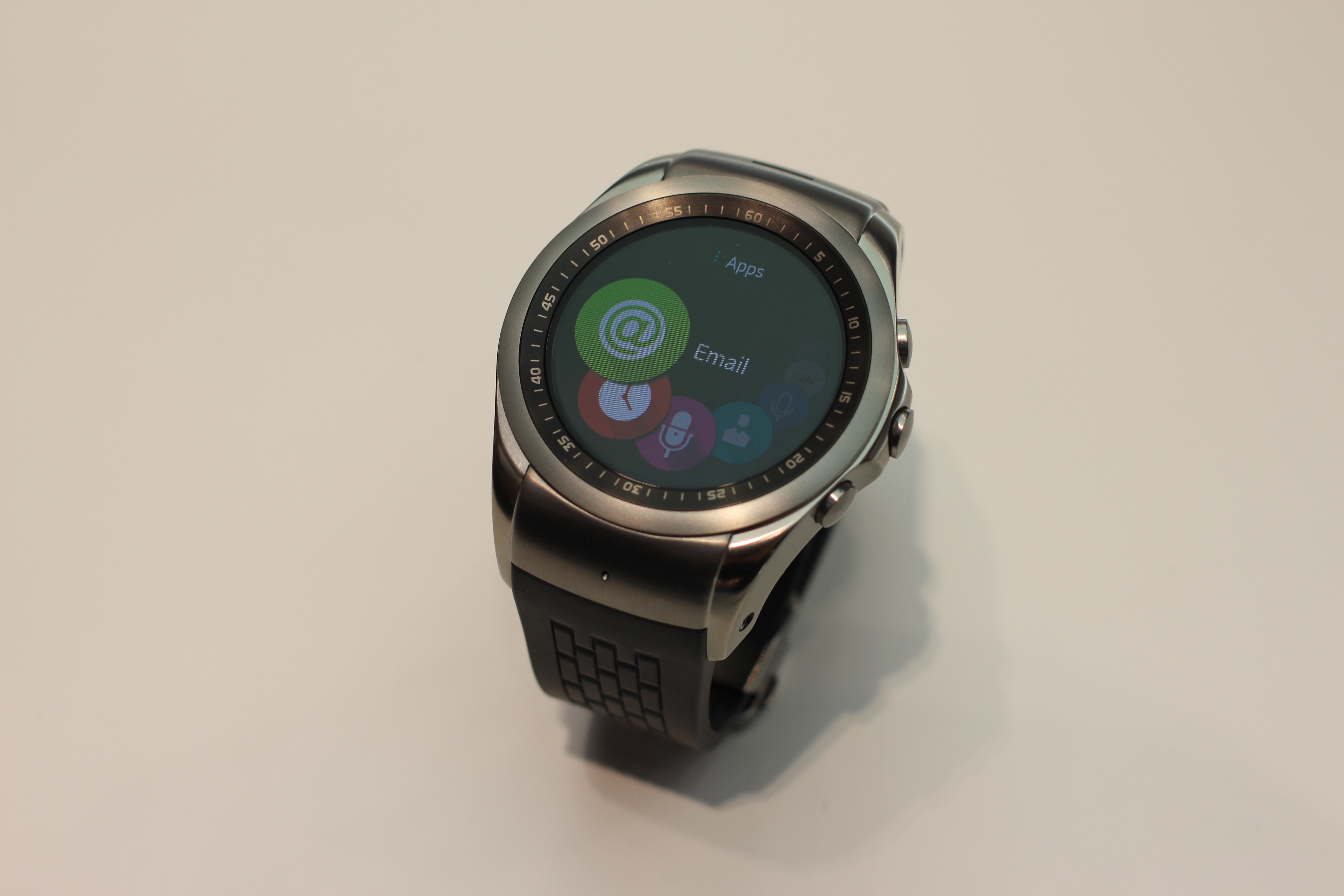
LG Watch Urbane LTE amb LG webOS

| versió de webOS | Tipus      | Dispositiu                         | Data de publicació                        | Ref.                 |
| --------------- | ---------- | ---------------------------------- | ----------------------------------------- | -------------------- |
| HP / Palm webOS | Telèfons   | Palm Pre Pre Plus                  | 6 de juny de 2009 25 de gener de 2010     | [ 44 ]               |
| HP / Palm webOS | Telèfons   | Palm Pixi Pixi Plus                | 15 de novembre de 2009 7 de gener de 2010 | [ 45 ]               |
| HP / Palm webOS | Telèfons   | Palm Pre 2                         | 22 d'octubre de 2010                      | [ 46 ]               |
| HP / Palm webOS | Telèfons   | HP Veer                            | 18 d'agost de 2011                        | [ 47 ]               |
| HP / Palm webOS | Telèfons   | HP Pre 3                           | 18 d'agost de 2011                        | [ 48 ]               |
| HP / Palm webOS | Telèfons   | WindsorNot                         | Cancel·lada                               | [ 49 ]               |
| HP / Palm webOS | Telèfons   | Mako                               | Cancel·lada                               | [ 49 ]               |
| HP / Palm webOS | Tauletes   | HP TouchPad                        | 1 de juliol de 2011                       | [ 49 ]               |
| HP / Palm webOS | Tauletes   | HP TouchPad Go                     | Cancel·lada                               | [ 50 ]               |
| HP / Palm webOS | Tauletes   | Sapphire                           | Cancel·lada                               | [ 51 ]               |
| HP / Palm webOS | Tauletes   | Twain                              | Cancel·lada                               | [ 51 ]               |
| LG webOS        | Televisors | Models televisors intel·ligents LG | Diverses                                  | [ 52 ] [ 53 ]        |
| LG webOS        | Televisors | Projector làser intel·ligent LG    | Diverses                                  | [ 54 ] [ 55 ]        |
| LG webOS        | Neveres    | Models de nevera intel·ligent LG   | Diverses                                  | [ 56 ] [ 57 ]        |
| LG webOS        | Rellotges  | LG Watch Urbane LTE                | 27 d'abril de 2015                        | [ 58 ] [ 59 ] [ 60 ] |